# Boreus intermedius
Boreus intermedius är en näbbsländeart som beskrevs av Lloyd 1934. Boreus intermedius ingår i släktet Boreus och familjen snösländor. Inga underarter finns listade i Catalogue of Life.